# Eyre (fiume)
L'Eyre (o la Leyre) è un fiume costiero delle Landes de Gascogne, che ha le sue sorgenti nel dipartimento delle Landes e sfocia nel bacino di Arcachon in Gironda.
Idrograficamente può essere considerato in due modi:
- un fiume "bicefalo" (la Grande Leyre e la Piccola Leyre, formanti l'Eyre)[1].
- confluenza a Moustey della Grande Leyre, suo corso principale e della Piccola Leyre, suo principale affluente.

Il nome del corso inferiore, l'Eyre, corrisponde all'uso popolare. La forma Leyre è dovuta all'agglutinazione dell'articolo, un fenomeno frequente in idronomia.

## Geografia
La lunghezza del suo corso è di 115.9 km.
Il suo bacino corrisponde sostanzialmente ai limiti del parco naturale regionale delle Landes di Guascogna (dipartimenti delle Landes e delle Gironda). Attraversa la Grande Lande e il Pays de Buch.
Si tratta delle acque della falda freatica poco profonda, che affiorano in numerose sorgenti, dando così origine alla Leyre:
- la Grande Leyre nasce dal drenaggio del marais du Platiet (palude del Platet), a sud-ovest di Sabres.
- la Piccola Leyre si forma tra Luxey e Retjons.

La Piccola Leyre, calma e con acque chiare, e la Grande Leyre, impetuosa e con acque torbide, confluiscono al Hourc d'Eyre presso Moustey per formare l'Eyre e gettarsi nel bacino d'Arcachon (dipartimento della Gironda).
Il suo delta copre 3000 ha e si sviluppa nel bacino d'Arcachon. Questo vasto mosaico di paludi, canneti e distese salmastre accoglie ogni anno centinaia di migliaia di uccelli migratori e stanziali. Il parco ornitologico del Teich, inserito nel delta con una sua superficie di 120 ettari, offre un habitat a 300 specie di volatili.

### Principali affluenti
- la Piccola Leyre
  - il Peyronnet
  - il Naou, de Lagassey
  - la Barade

### Comuni attraversati
Piccola Leyre

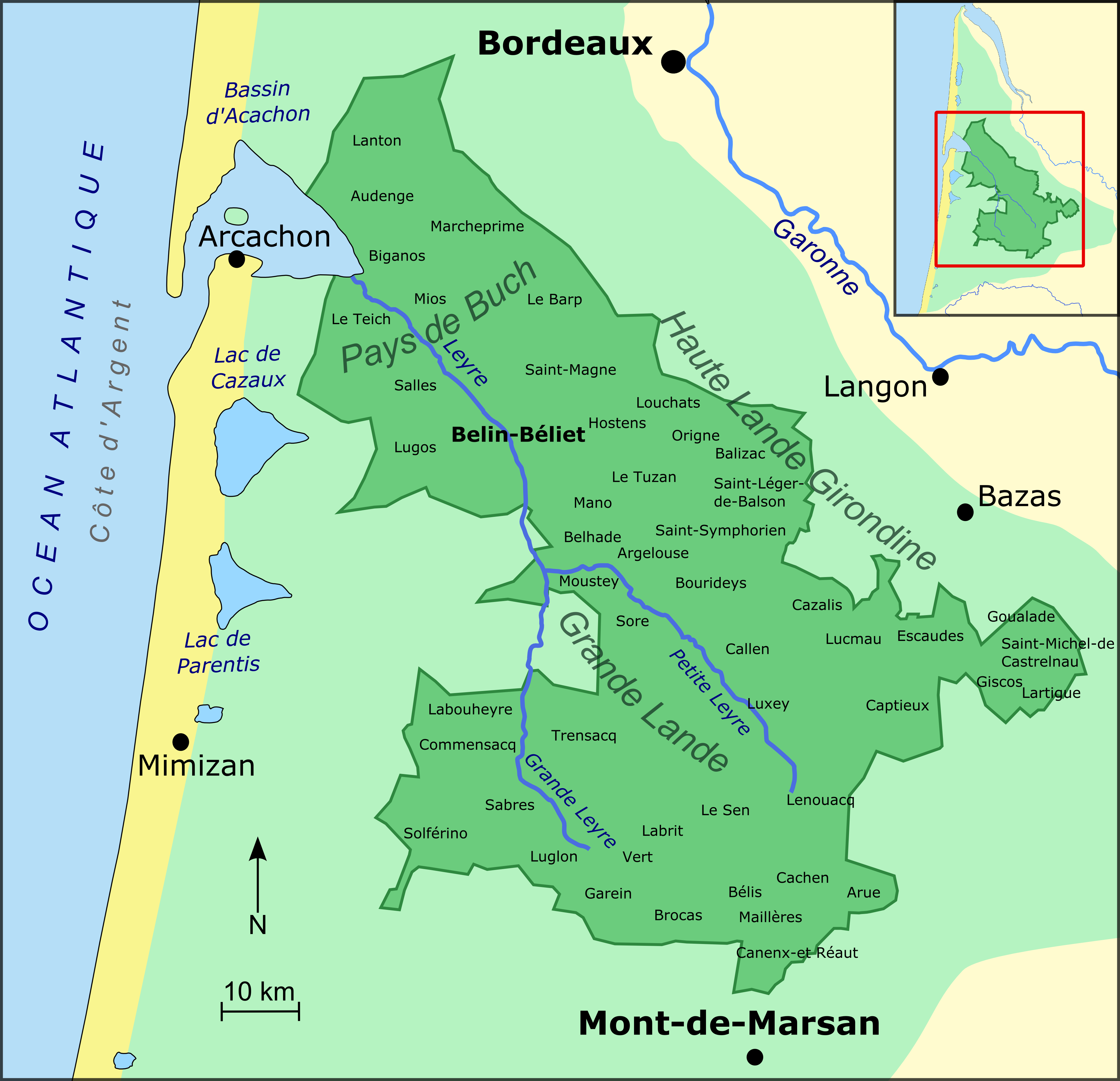
Carta del Parco Naturale Regionale delle Landes de Gascogne

Luxey, Sore, Argelouse, Belhade, Moustey
Grande Leyre
Sabres, Commensacq, Trensacq, Pissos, Moustey
Eyre
Moustey, Saugnacq-et-Muret, Belin-Béliet, Salles, Mios, Le Teich, Biganos

## Storia
Al momento della creazione dei dipartimenti in Francia, nel 1790, era stata proposta la creazione di un enorme dipartimento di forma triangolare che occupasse l'attuale territorio forestale delle Landes de Gascogne e denominato Eyre. Invece le Landes de Gascogne vennero suddivise ripartendole fra i dipartimenti della Gironda, delle Landes e di Lot e Garonna.
All'inizio del XIX secolo il bacino della Leyre si presentava sotto la forma di distese inondabili intercalati a paludi, praterie, boschi di latifoglie, boschetti, pini ed un invisibile
rete di affluenti in un paesaggio di pianura dedicata al pascolo di migliaia di pecore sorvegliate da pastori locali che si muovevano su trampoli per meglio sorvegliare le greggi..
Nel corso del secolo, con la generalizzazione della messa a dimora dei pini marittimi voluta dalla legge del 19 giugno 1857, la Leyre venne utilizzata per la fluitazione del legno ed i suoi affluenti vennero utilizzati per forge, fonderie, vetrerie, piscicoltura e mulini (il dipartimento delle Landes nel 1850 conteneva fino a 700 mulini).
A partire dagli anni 1960, lasciata a sé stessa, la Leyre ha potuto nascondersi sotto un tunnel di alberi "protettori": la foresta a galleria.

### Galleria d'immagini

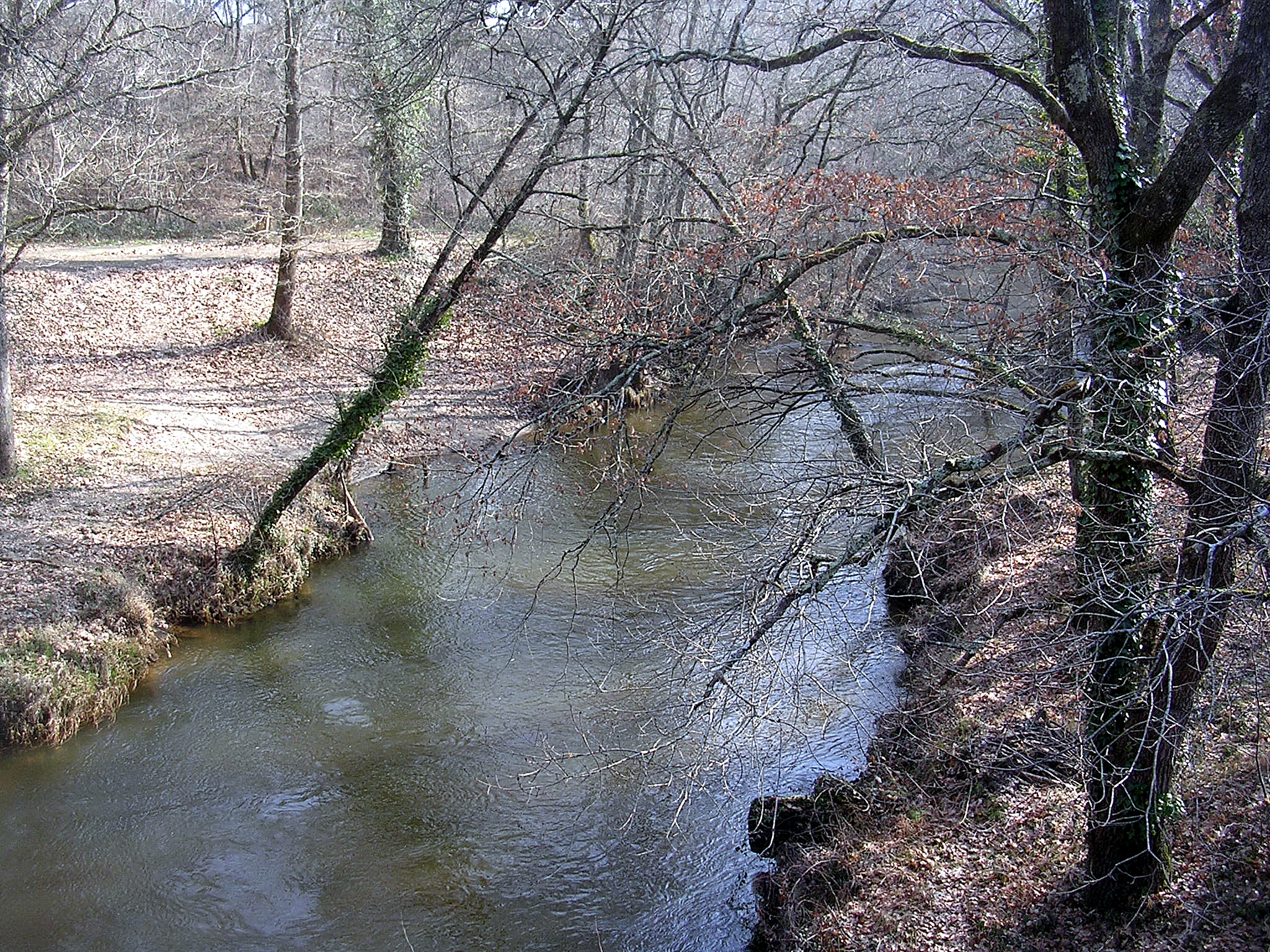
La Grande Leyre a Moustey
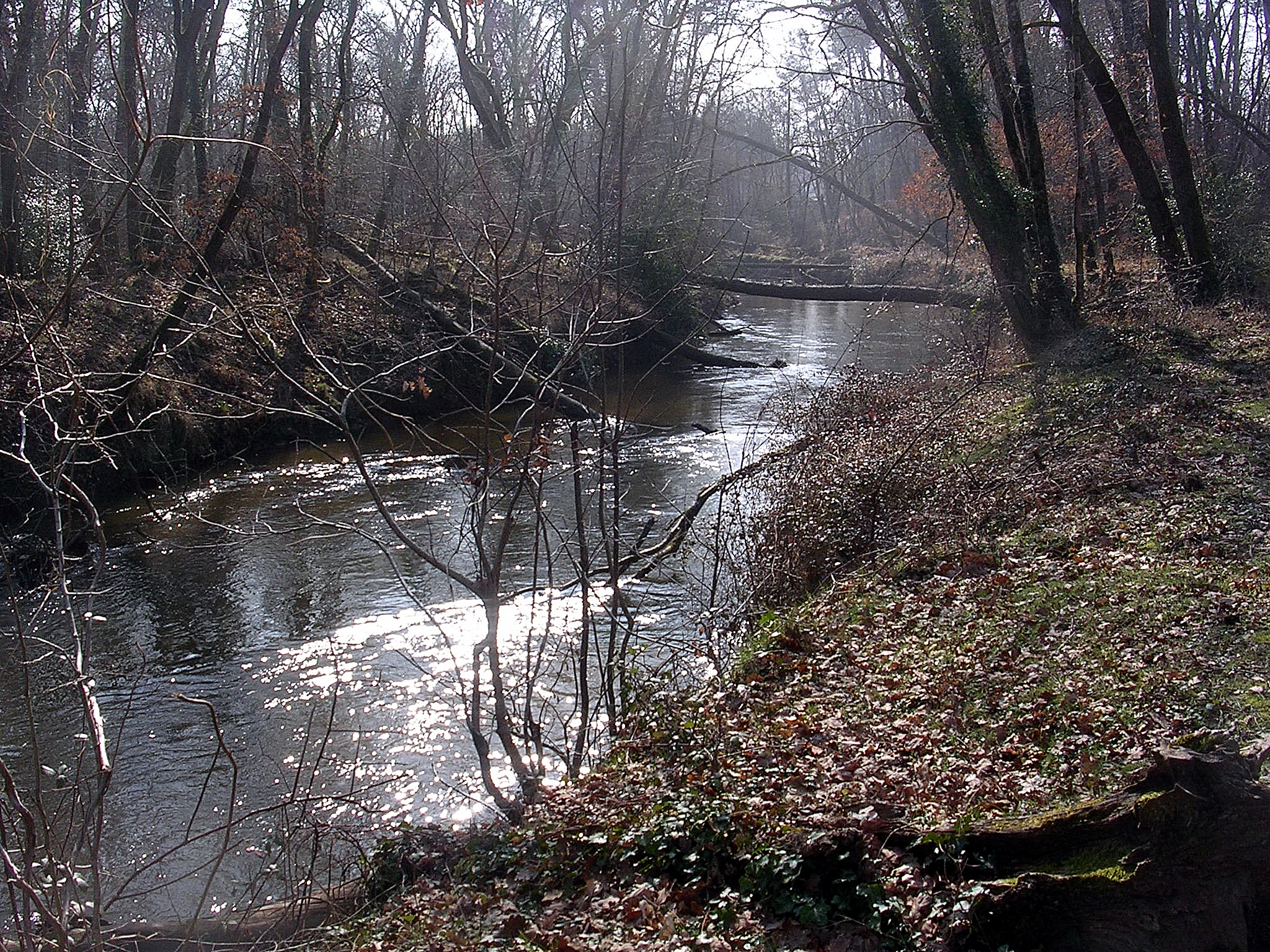
La Piccola Leyre, a Moustey
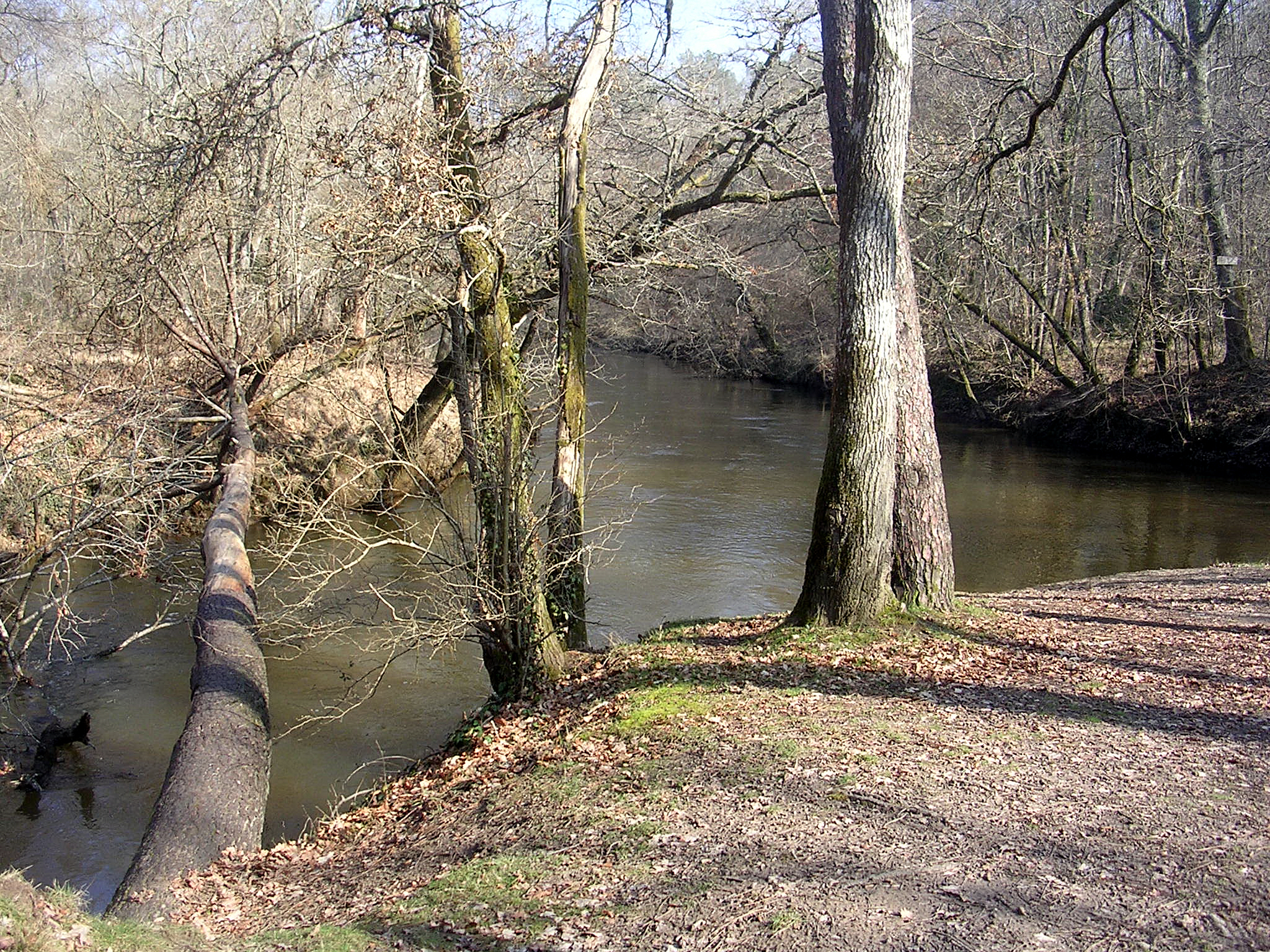
La confluenza delle due Leyre (la Grande a sinistra, la Piccola a destra) al « Hourc d'Eyre » in Moustey
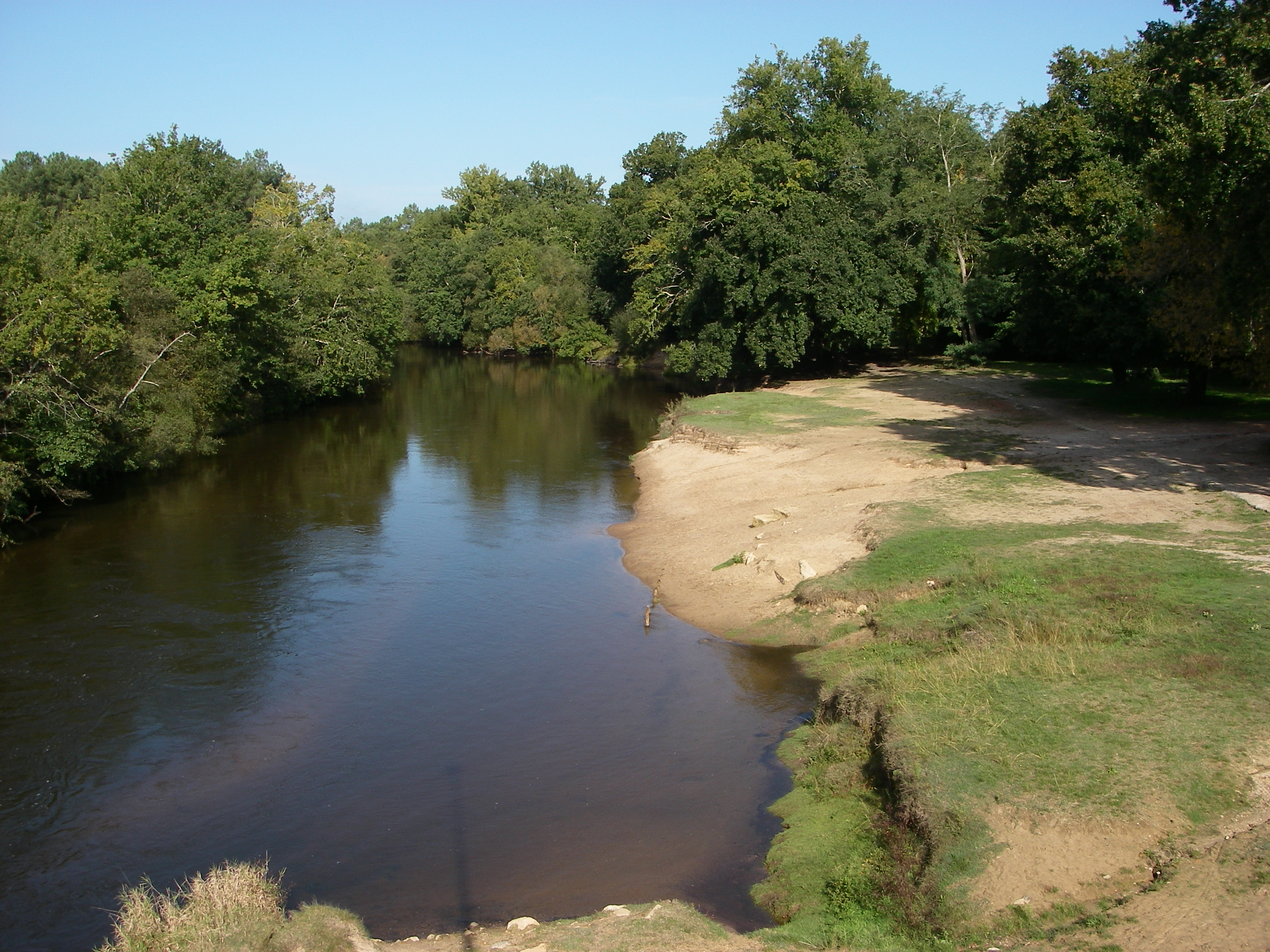
La Leyre (o l'Eyre) a Mios, a valle

## Interesse ecologico
Il bacino dell'Eyre resta un ambiente privilegiato:
- sono letti scavati nella sabbia e percorsi da acque trasparenti e rossastre[6]
- Le sue rive sont fiancheggiate da una foresta di latifoglie i cui rami si congiungono al di sopra del corso d'acqua, da cui la denominazione "foresta a galleria" (o anche "piccola Amazzonia").[6]

Dopo 80 km di percorso attraverso la lande, l'Eyre mescola le sue acque dolci a quelle salate del bacino d'Arcachon. Essa si trasforma in questa zona in un dedalo di canali, di bracci e di ruscelli che formano un delta di 3000 ha, in gran parte ricoperto di canneti. Più a valle, procedendo verso il bacino, i giunchi e le salicornie formano distese salmastre, ove migliaia di uccelli trovano rifugio. È per assicurare loro rifugio e protezione che è stato predisposto il parco ornitologico del Teich, che si distende su 120 ha.

### Foresta a galleria
Fino agli anni 1960 la Leyre era ampiamente circondata da praterie. Abbandonate per un'agricoltura più evoluta, esse si sono evolute in una foresta di latifoglie, che forma un tunnel tutt'intorno al corso d'acqua. Esso forma una foresta di transizione fra il fiume, da una parte, e la foresta coltivata di pini marittimi o le zone coltivate dall'altra. Stretta a monte dall'incassatura del fiume, si allarga di circa un chilometro nella parte mediana della valle.
Prendendo parte alla vita del corso d'acqua, la foresta attutisce le piene e limita il trasporto del materiale in sospensione. Essa partecipa al mantenimento degli argini del fiume grazie al sistema di radici della sua vegetazione.
Ai nostri tempi il ruolo economico e sociale di questa foresta non è trascurabile: essa accoglie in effetti attività economiche (piscicoltura, noleggio di canoe, silvicoltura famigliare) e resta un luogo apprezzato sia dagli abitanti locali che dai turisti per la diversità di svaghi che offre (passeggiate, caccia, pesca, sport, scoperta dell'ambiente) e per il microclima fresco durante l'estate.

### Specie vegetali
Questa foresta è costituita prevalentemente da querce, ontani, salici, ecc. Il suo microclima fresco e la sua dolce luminosità favoriscono la comparsa di una flora ricca e spesso originale composta di ninfee, di ranuncoli acquatici o di specie più rare come la felce florida o la rosolida.

### Specie animali
Dalla comparsa della foresta a galleria, questa è divenuta un habitat per numerose specie, alcune delle quali sulla via della scomparsa, come la lontra europea, il visone europeo, la testuggine palustre europea ed altre
Nell'ambiente fluviale l'acqua è chiara e poco profonda e la sabbia predomina. È qui che soggiorna la passera, discreta con il suo mimetismo, ed è qui che nascono le larve delle lamprede. Ai bordi, ove le acque sono più melmose, ove crescono erbe acquatiche e s'intrecciano le radici degli alberi, vi sono i nascondigli ideali per numerose specie di pesci quali lucci, gobioni, leucischi, sanguinerole, anguille, ecc.